# 세션 나인
세션 나인(Session 9)은 미국에서 제작된 브래드 앤더슨 감독의 2001년 공포, 미스터리 영화이다. 데이빗 카루소 등이 주연으로 출연하였고 도로시 오피에로 등이 제작에 참여하였다.

## 출연

### 주연
- 데이빗 카루소
- 피터 뮬란
- 브렌단 섹스톤
- 스티븐 게베던
- 조쉬 루카스

### 조연
- 폴 가일포일
- 찰리 브로데릭
- 로니 파머
- 래리 페슨덴
- 주리앤 휴즈
- 쉬러 스타색
- 조한 베넷
- 숀 댈리

## 제작진
- 라인프로듀서: 마크 도나디오
- 조감독: 제니퍼 블럼
- 미술: 소피 칼히언
- 의상: 에이미 맥큐
- 분장부문: 패트리시아 A. 헤인
- 분장부문: 토드 클레이취
- 분장부문: 조 로지
- 배역: 쉘리아 자프
- 배역: 조지안느 워큰
- 프로덕션매니저: 데이빗 콜린스

## 같이 보기
- 게니우스